# قطعنامه ۵۳۴ شورای امنیت
قطعنامه ۵۳۴ شورای امنیت سازمان ملل متحد که در تاریخ ۱۵ ژوئن ۱۹۸۳ تصویب شد، سندی بین‌المللی دربارهٔ قبرس است. این قطعنامه طی نشست ۲۴۵۳ام با ۱۵ موافق، ۰ مخالف و ۰ ممتنع تصویب شد.